# The Declaration of Independence (film 1911 Dawley)
The Declaration of Independence è un cortometraggio muto del 1911 diretto da J. Searle Dawley.

## Produzione
Il film fu prodotto dalla Edison Manufacturing Company.

## Distribuzione
Distribuito dalla General Film Company, il film - un cortometraggio in una bobina - uscì nelle sale cinematografiche degli Stati Uniti il 1º settembre 1911. Fa parte di una serie di corti dedicati alla storia degli Stati Uniti ed è conosciuto anche con il titolo United States History Series#4: The Declaration of Independence.